# Homoródszentmártoni Bíró Sámuel
Homoródszentmártoni Biró Sámuel (1665 – 1721. január 15.) erdélyi főkormányszéki tanácsos.

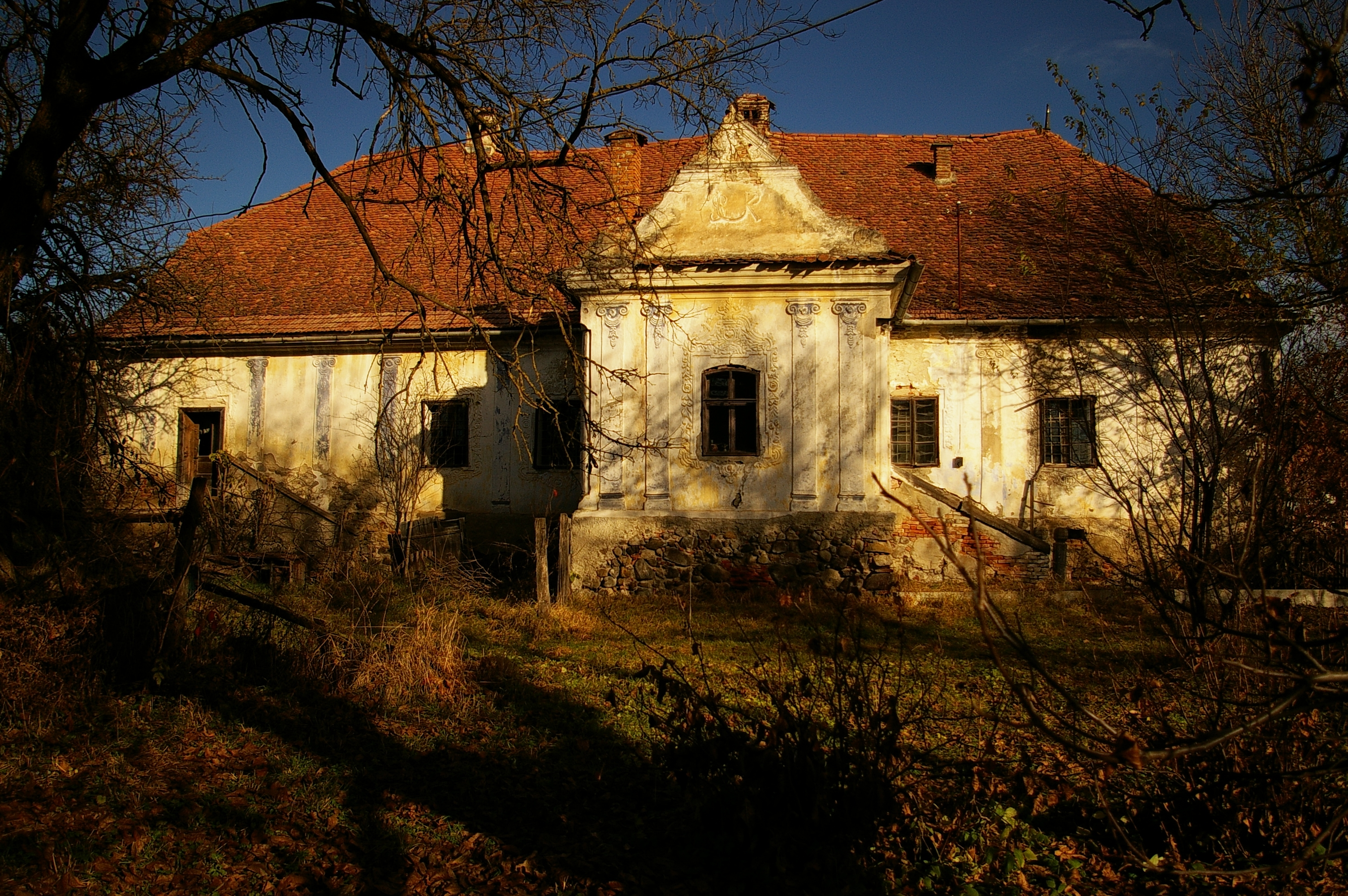
Biró-udvarház – Homoródszentmárton

## Élete
Az Unitárius Egyház első főgondnoka (1718–1721 között). 1712-ben javasolta egy unitárius középtanoda felállítását. A kolozsvári eklézsiának ezt írta :  „látván az ifjuságnak ez mostani veszedelmes időkben nem úgy mint kivántatott volna nevelkedéseket, melyet ugyan causalt az fenn forgott esztendőknek mostohaságuk nagyobbára, melyek mind az csendes életet, melyet a studiumok kivánnak, mint pedig az nervusokat igen megrántották: de kivált az Scholáknak is nem az eöjó rendükben való állások sem quoad subsistentiam, sem quod ordinem docendi nem kevés alkalmatosságot contribuáltanak arra. Végeztük, ha többet nem is, de celebris Scholát erigálnánk ez Hazának közepette (gondolnók Székely-keresztúrra) ahová mindfelől az ifjuság elérkezhetne, szülői is inkább sucurálhatnának, de vivendi modis holott egy olyan forma Paedogium is erigáltatnék, mint Hálában az szegény és meg Instentatiojára tehetetlen, de jó indulatú bizonyos számú Ifjuságnak, melyre oly fundust erigálnánk, mely állhatatos volna.”
A kolozsvári unitárius egyházközség, bár elismeréssel fogadta Homoródszentmártoni Biró Sámuel kezdeményezését, saját iskoláját féltette, mivel sok székely fiú tanult akkoriban a kolozsvári tanodában és egy új székelyföldi iskola nagy versenytársa lett volna. A 18. század végére a Homoródszentmártoni Biró Sámuel által több mint hét évtizeddel azelőtt megfogalmazott iskolaalapítási terv újból előtérbe került, és ekkor már maga Székelykeresztúr kérte a középtanoda felállításának jogát. 1833-ban a 16 szobát magába foglaló kőépület elkészült, mint azt a Székelykeresztúri Unitárius Gimnázium történelme című, 1896-ban megjelent könyvében Sándor János írta. (106,107 old). A Thököly és a Rákóczi mozgalom híve, a korabeli Unitárius Egyház támogatója. Homoródszentmártoni Biró Sámuel 1613-ig tartó folytatást ír Bojthi Veres Gáspár „A nagy Bethlen Gábor viselt dolgairól” című munkájához, amely nem egyéb, mint Bojti műve egyik részének szabad, de kisebb kihagyásoktól eltekintve lényegileg hűséges fordítása.
Fia a katolikussá lett Homoródszentmártoni Biró Sámuel, akinek felesége czegei Wass Mária. Homoródszentmártoni birtoka halála után unokájával (Biró Mária) az Ugron családé lett, majd örökösödés folytán a Zathureczkyekre szállt.

## Munkái
- Bánffy György gubernátor halálára írt sírversét ezüst táblára vésték, betűit aranyozták és a halottal együtt koporsóba tették.
- Hidvégi Mikó Ferencz históriája 1594–1613. Biró Sámuel folytatásával.[2] [3]
- Kéziratok a Kolozsvári Unitárius Püspöki Könyvtárban:
  - A kálvinista- és unitáriusoknak vallások közt való különbsége - https://epa.oszk.hu/03300/03308/00011/pdf/EPA03308_acta_siculica_2023_035_108.pdf 93, 94, 95 old. Hozzáférés: 2023.12.06 továbbá Lásd KÉNOSI TŐZSÉR János 1754 (kézirat a kolozsvári unitárius püspöki könyvtárban), II, 39.
- Kéziratok a kolozsvári Akadémiai Könyvtárban:
  - Unitárius Achiles, seu Demonstrationes, partim ostentive, partim apagogice, Communibus et evidentibus ex principiis deducatae, multorumque placitis tam sanae Theologiae, quam sanae Philosophiae parum conformibus, oppositae tribus exceptis concinnatae.
  - Nemes Erdély Országnak Statussáról, Lakossairól és Lakó Hellyeiről s folyó vizeiről való oktatás. 1710. A Tripartitum Decretum ugy az Approbata Compilata Törvényeknek Rövid Summája és Veleje.
- Kéziratok a marosvásárhelyi Teleki Tékában:
  - Notitia Status Transsylvanici cum Jure Publico eiusdem Provinciae pro captu Filioli 83. Annorum 9 pr quaestiones et responsiones accomodata Anno 1710. (Szabó Pál által írt másolata az Országos Széchényi Könyvtár kézirattárában).
  - Versus … In Decretum Tripartitum Verbőzianum per S. B.;
  - De Contestatione …
  - Az successioról való Tractatus, mely Colosvarott in Ao 1603 a Colosváriaknak jó módjával egymás között való osztozások dolgáról magyarul irattatott most in Ao 1705-ben.
  - Kézirat: Notitia status Transilvanici cum jure publico ejusdem provinciae 1710.[4]
- Kénosi Tőzsér János a De Typographiis et Thipographis… című munkájában neki tulajdonítja a következőket is: 
  - Observationes Oeconomicae morales.;
  - Igazság panasza
  - Principatus Transylvaniae cum rebus memorabilibus Descriptio.
  - A Székelyföldről és Székelyek eredetiről.; A székelyek régi szabadságairól, nemességekről, s legközelebb Primipilusságokról, avagy Ló fü nemes emberségekről.
- Latin nyelvű versek
  - Auspicium felix (1718)
  - Summo Pater melius (1719)
  - Vivere mors fucrat (1720)
  - Vita, salus, medicus (1720)